# Conselheiro Mairinck
Conselheiro Mairinck là một đô thị thuộc bang Paraná, Brasil. Đô thị này có diện tích 193 km², dân số năm 2007 là 3681 người, mật độ 17,95 người/km².